# 11e régiment de grenadiers « roi Frédéric III » (2e régiment d'infanterie silésien)
Pour les articles homonymes, voir 11e régiment.
Le 11e régiment de grenadiers « roi Frédéric III » (2e régiment d'infanterie silésien) est une unité d'infanterie de l'armée prussienne.

## Histoire
Le 11e régiment de grenadiers « roi Frédéric III » (2e régiment d'infanterie silésien) est créé le 21 novembre 1808 et est rattaché au 6e corps d'armée de 1820 à 1850, de 1855 à 1866 et de 1871 à 1914. En 1851 et de 1852 à 1854, il fait partie du 5e corps d'armée et de 1867 à 1869 du 9e corps d'armée. Pendant cette période, il fait partie de la 11e division d'infanterie (1820-1850, 1855-1866, 1871-1914), à la 10e division d'infanterie (1851-1854), à la 17e division d'infanterie (1867) et à la 18e division d'infanterie (1869-1869). Il fait partie de la 11e brigade de cavalerie (1820-1850), la 10e brigade d'infanterie (1851), la 20e brigade d'infanterie (1852–1854), la 22e brigade d'infanterie (1855-1866, 1871-1914), la 33e brigade d'infanterie (1867) et la 36e brigade d'infanterie (1868-1869).
Le roi Frédéric-Guillaume III décrète en 1808 la création du 2 régiments d'infanterie silésiens avec un effectif de deux compagnies de grenadiers, deux bataillons de mousquetaires et un bataillon léger de quatre compagnies chacun. Les grenadiers se trouvent en bataillon avec ceux du 1er régiment d'infanterie silésien. La construction est achevée en 1809.
En 1813, un troisième bataillon de mousquetaires et quatre bataillons de réserve sont créés. Plus tard, le 3e bataillon de mousquetaires et les 1er et 2e bataillons de réserve sont transférés au 23e régiment d'infanterie et les troisième et quatrième bataillons de réserve sont dissous pour reconstituer le régiment.
Le 14 octobre 1814, les deux compagnies de grenadiers sont transférées au 1er régiment d'infanterie silésien, où elles deviennent les onzième et douzième compagnies. En 1859, la seconde compagnie est transférée au 132e régiment d'infanterie (de). Le 1er avril 1887, la dixième compagnie est transférée au 138e régiment d'infanterie.
Le 2 octobre 1893, un 4e (demi-)bataillon est créé et le 1er avril 1897, le 4e bataillon est transféré au 156e régiment d'infanterie (pl).

### Garnisons
- 1809 : Glatz, Brieg (à côté de Silberberg)
- 1809/10 ; 1812/13 : Neisse
- 1816/17: Glogau, Schweidnitz
- 1817 : Breslau (à côté de Neisse)
- 1817/19 : Brieg
- 1819 : Glatz
- 1844 : Brieg
- 1851 : Posen (à côté de Rawitsch)
- 1854 : Breslau (aux côtés de 1855–1860 Schweidnitz, Wohlau 1860–1864)
- 1864/65 : Flensbourg, Schleswig
- 1865/66 : Schleswig (alternant également entre Cappeln 1865–1866, Tønder, puis Apenrade 1866)
- 1866: Altona (à côté de Glückstadt 1866–1868)
- 1871 : Breslau.

### Désignation
- À partir du 21 novembre 1808 : 2e régiment d'infanterie silésien
- À partir du 5 novembre 1816 : 11e régiment d'infanterie (2e régiment d'infanterie silésien)
- À partir du 10 mars 1823 : 11e régiment d'infanterie
- À partir du 4 juillet 1860 : 11e régiment d'infanterie (2e régiment d'infanterie silésien)
- À partir du 22 mars 1888 : 11e régiment de grenadiers prince héritier Frédéric-Guillaume
- À partir du 21 juin 1888 : 11e régiment de grenadiers prince héritier Frédéric-Guillaume (2e régiment d'infanterie silésien)
- À partir du 6 mai 1900 : 11e régiment de grenadiers « roi Frédéric III » (2e régiment d'infanterie silésien).

### Chefs de régiment et commandants
- 1819-1847 : Guillaume II de Hesse-Cassel
- 1849-1875 : Frédéric-Guillaume Ier de Hesse
- 1875-1888 : Frédéric III

### Appels
- En 1812, le régiment combat dans la campagne prussienne de 1812 (de), prévue pour protéger les flancs de la Grande Armée napoléonienne en route vers Moscou. De 1813 à 1815, il est utilisé dans les guerres napoléoniennes.
- Dans le cadre de la querelle des agendas (de), 400 hommes du régiment, soutenus par 50 cuirassiers et 50 hussards, entrent dans le village silésien d'Hönigern en décembre 1834 pour forcer la remise de la clé de l'église évangélique luthérienne. La veille de Noël 1934, le régiment réussit à obtenir l'accès à l'église[1].
- En 1848, le régiment est engagé contre les révolutionnaires lors de la révolution de Mars et dans les combats de rue à Breslau.
- Le régiment combat dans la guerre austro-prussienne contre l'empire d'Autriche en 1866 et dans la guerre franco-prussienne en 1870/71.
- Au début de la Première Guerre mondiale, le 2 août 1914, le régiment est mobilisé conformément au plan de mobilisation. En plus du déplacement du régiment en campagne, il met en place un bataillon de remplacement composé de quatre compagnies et de deux dépôts de recrues. Le 15 septembre 1918, le régiment reçoit sa propre compagnie de lanceurs de mines, qui est formée de parties de la 117e compagnie de lanceurs de mines.